# Mystiek van A tot Z
Dit is een lijst met alle pagina's van A tot Z met betrekking tot de mystiek:

## A
Ananda Marga (Yoga Society)

## B
Bernardus van Clairvaux - Bhagavad gita - Bhakti - Birgitta van Zweden - Bron Q

## C
Catharina van Siëna -

## D
Derwish - Devotie

## E
Esoterie - Evangelie van Thomas -

## G
Gnosticisme - Gnostiek

## H
Hadewijch - Hazrat Inayat Khan - Hildegard von Bingen

## I
Idries Shah

## J
Jalal ad-Din Rumi - Joachim van Fiore -

## K
Kabbala - Krishna -

## L
Laozi

## M
Margaretha-Maria Alacoque - Maria Petyt - Moksha - Mukti - Mysticisme

## N
Nirvana

## O
Oosterse filosofie

## P
Prabhat Rainjan Sarkar

## Q
Q evangelie

## R
Rozenkruisers

## S
Samadhi - Shiva - Soefi - Soefisme -  Soefi ordes (lijst van)

## T
Tantra - Taoïsme - Tariqas (lijst van soefi ordes) - Theosofie - Theresia van Ávila - Tibetaans boeddhisme

## V
Vajrayana - Vedanta - Vrijmetselarij

## Y
Yoga

## Z
Zuster Rumolda - Zhuang Zi